# Liste der Biografien/Webl
Liste der Biografien |
Portal Biografien |
Personensuche
# |
A |
B |
C |
D |
E |
F |
G |
H |
I |
J |
K |
L |
M |
N |
O |
P |
Q |
R |
S |
T |
U |
V |
W |
X |
Y |
Z |
?
 
Wa |
Wc |
Wd |
We |
Wh |
Wi |
Wj |
Wl |
Wn |
Wo |
Wr |
Ws |
Wt |
Wu |
Ww |
Wy |
Wz
 
Wea |
Web |
Wec |
Wed |
Wee |
Wef |
Weg |
Weh |
Wei |
Wej |
Wek |
Wel |
Wem |
Wen |
Weo |
Wep |
Wer |
Wes |
Wet |
Weu |
Wev |
Wew |
Wex |
Wey |
Wez
 
Webb |
Webe |
Webh |
Webi |
Webl |
Webn |
Webo |
Webs
Die Liste der Biografien führt alle Personen auf, die in der deutschsprachigen Wikipedia einen Artikel haben. Dieses ist eine Teilliste mit 4 Einträgen von Personen, deren Namen mit den Buchstaben „Webl“ beginnt.

## Webl

### Weble
- Webler, Heinrich (1897–1981), deutscher Jurist
- Webler, Wolff-Dietrich (* 1940), deutscher Soziologe, Historiker und Verleger
- Webley, Ross (* 1949), kanadischer Eishockeyspieler
- Webley-Smith, Emily (* 1984), britische Tennisspielerin